# 舍夫琴基夫哈伊
50°36′23″N 35°3′16″E / 50.60639°N 35.05444°E
舍夫琴基夫哈伊（羅馬化：Shevchenkov Hai）是位於烏克蘭東北部的村莊，由蘇梅州奧赫特爾卡區的博羅姆利亞市鎮負責管轄。該村處於博羅姆利亞河左岸，分別距離日海利夫卡1公里和博羅姆利亞3公里，海拔高度141米，2001年人口6。